# سعيد البادي
هو كاتب وروائي إماراتي، عمل في الصحافة كمراسل متجول في جريدة الاتحاد عام 1997. وشارك في تغطية كوارث ومجاعات وحروب كان اخرها الحرب على العراق عام 2003.
نُشر له عدة مؤلفات منها «جمهورية الأرض والنساء»، و«عرب الشمس والسلطان»، و«مدن ونساء»؛ الرواية الفائزة بـ جائزة الإمارات للرواية 2016.
شغل عدة مناصب في الصحافة، وهو يكتب الآن بعيدا مهنة الصحافة، وقد شغل منصب مدير تحرير جريدة الاتحاد في دبي والإمارات الشمالية، ثم شغل منصب مدير العلاقات الخارجية في مؤسسة الإمارات للإعلام بعد ذلك، ويعمل حاليا مديرا للاتصال الخارجي في إحدى المؤسسات المحلية.
هو عضو مجلس إدارة جمعية الصحفيين في الإمارات وعضو اتحاد الصحفيين العرب وعضو الاتحاد الدولي للصحفيين وعضو اتحاد الكتاب في الإمارات
كتب في مختلف صنوف العمل الصحفي وله عمود أسبوعي في الاتحاد منذ عام 2000 تحت عنوان «بلا حدود». ترتكز رواياته على أدب الرحلات.

## مؤلفات
| الكتاب                | الناشر                 | سنة النشر | ردمك ISBN     |
| --------------------- | ---------------------- | --------- | ------------- |
| مع ملائكة مكة         | دار صفصافة للنشر       | 2010      |               |
| المدينة الملعونة      | الجواء للثقافة والفنون | 2013      | 9789948169390 |
| مدن ونساء             | كتاب للنشر             | 2015      | 9789948187950 |
| جمهورية الأرض والنساء |                        |           |               |
| عرب الشمس والسلطان    |                        |           |               |
| رحلة في بلاد النازين  |                        |           |               |
| مذكرات رحالة          |                        |           |               |

## اقتباسات
- قد يطاردك شبح الأرق، وتجد نفسك غارقاً في بحر الأفكار، وما بين فكرة تمضي وفكرة تأتي تطاردك ألف فكرة، ربما لأن الإنسان مجرد فكرة، أو أنه يدور في فلك الفكرة.
- ذلك الصوت الذي لا يزال يتردد بداخلك، وأحلام الصبا التي لا تزال تغازلك، ألق الصباحات المنعشة، وتلك الأمسيات التي لا تزال عالقة في الذاكرة، تلك الموسيقى العذبة التي لا تزال تصدح في رأسك، لحن الحياة، وتلك التفاصيل الصغيرة التي تجعلك تشعر.
- ما أصعب أن تجد نفسك تائهاً، ضائعاً، ممزقاً بين قارتين، بين مدينتين، تفتش عن ذاتك، هنا وهناك، بين المحطات والمطارات، في الأزقة، في الشوارع الخلفية، وبين البسطاء في القرى البعيدة النائية، إلى متى هذا التيه، هذا الشتات؟ يتعمق الشتات في نفسك.[2]
- قد يضطرب الفؤاد، وقد تجد نفسك في خضم عاصفة هوجاء من القلق، لطالما واجهت العواصف، لطالما تلاعبت بك الحياة، لكنك تقاوم، تخوض المعارك اللامتناهية.[3]

## الجوائز
حصل الكاتب سعيد البادي على جائزة الإمارات للرواية لعام 2016 عن روايته مدن ونساء.

## انظر ايضاً
- ظاعن شاهين